# 미오도카르푸스과
미오도카르푸스과(Myodocarpaceae)는 미나리목에 속하는 속씨식물의 과이다. 2개 속으로 이루어져 있다. 이 과는 APG II 분류 체계에서 인정되었지만, 일부 분류 체계에는 전통적으로 두릅나무과에 포함시켜 분류한다. 누벨칼레도니에 주로 분포한다.

## 하위 속
- Delarbrea
- 미오도카르푸스속 (Myodocarpus)